# Купа на България по футбол 2013/14
Тази страница представя турнира за Купата на България по футбол, за сезон 2013/2014. Страницата включва регламента на турнира през двете му фази (предварителна и финална), както и клубовете класирали се за и участващи във финалната фаза на турнира. В статията не е включено подробно описание на срещите от двете фази, както и резултатите от предварителната фаза.
От сезон 2012/2013 победителите от двубоите във и след втори кръг на финалната фаза се определят в две срещи между отборите опоненти.

## Предварителна фаза
Регламент
Право на участие в този етап имат всички желаещи отбори от четирите В Аматьорски Футболни групи (АФГ) и от всички областни футболни групи (ОФГ).
Всеки областен съвет излъчва един представител, които трябва да е определен след изиграването на поне един мач с друг отбор. Следват мачове между областните представители в рамките на всеки от четирите зонални съвета (ЗС) на БФС, докато не бъдат излъчени по два отбора от всеки ЗС – общо 8. При нужда (наличие на само един желаещ отбор от област) то той трябва да изиграе поне един мач с друг областен първенец.
Срещите се определят от дадения ЗС като в даден двубой могат да участват педставители от различни нива (и от някоя от ОФГ, и от В групите). Победителите в този етап се излъчват в елиминации в една среща. При равенство в редовното време директно се изпълняват дузпи. Домакин във всяка среща е отборът от по-ниско ниво. Ако двата отбора са от едно и също ниво, домакинството се определя с жребий.
Представители на ЗС за сезон 2013/2014
- Североизточна България: Шумен 2010(Шумен)
- Северозападна България: Видима-Раковски (Севлиево)
- Югозападна България: ФК Оборище (Панагюрище)
- Югоизточна България: Созопол

## Финална фаза

### Първи кръг (1/16 финали)
Регламент
В този кръг участват 14-те отбора от А футболна група, 14-те отбора от Б футболна група и 4-те представителя на ЗС от Предварителната фаза. Чрез пълен жребий 32-та отбора се разпределят в 16 двойки. От Сезон 2012/2013 победителите в този етап се излъчват в елиминации в две срещи. При равенство в общия резултат от двата мача, напред продължава отборът с повече отбелязани голове на чужд терен. При равенство и по този показател, се играят две продължения по 15 минути, а при продължаващо равенство в общия резултат и в отбелязаните голове на чужд терен и след края на продълженията се изпълняват дузпи. Редът на домакинството в двойките се определя с жребий. 16-те победителя продължават в следващия (втори – осминафинален) кръг.
Жребий: септември 2013
Резултати от изиграните срещи в Първи кръг:
| Домакин                 | Резултат | Гост                       |
| ----------------------- | -------- | -------------------------- |
| ЦСКА (София)            | 6 – 2    | ФК Хасково 2009            |
| Шумен 2010(Шумен)       | 0 – 4    | Черноморец (Бургас)        |
| Академик (Свищов)       | 0 – 2    | Созопол                    |
| Банско 1951 (Банско)    | 1 – 1    | ФК Витоша (Бистрица)       |
| ПФК Марек (Дупница)     | 0 – 0    | Черно море (Варна)         |
| Любимец 2007 (Любимец)  | 1 – 1    | Локомотив (Пловдив)        |
| Берое (Стара Загора)    | 3 – 0    | Видима-Раковски (Севливво) |
| ФК Оборище (Панагюрище) | 2 – 2    | ПФК Добруджа (Добрич)      |
| Славия 1913 (София)     | 4 – 0    | ПФК Пирин 2002 (Разлог)    |
| Ботев (Враца)           | 1 – 0    | Монтана 1921 (Монтана)     |
| ФК Ботев (Гълъбово)     | 1 – 0    | ПОФК Раковски 2011         |
| Ботев (Пловдив)         | 6 – 0    | Нефтохимик 1962 (Бургас)   |
| Левски (София)          | 4 – 0    | Пирин (Гоце Делчев)        |
| Литекс (Ловеч)          | 5 – 1    | Спартак (Варна)            |
| Локомотив (София)       | 2 – 1    | Калиакра (Каварна)         |
| Лудогорец (Разград)     | 4 – 1    | ФК Дунав (Русе)            |

| Домакин                    | Резултат | Гост                    |
| -------------------------- | -------- | ----------------------- |
| Черноморец (Бургас)        | 9 – 0    | Шумен 2010(Шумен)       |
| Видима-Раковски (Севливво) | 2 – 5    | Берое (Стара Загора)    |
| ПОФК Раковски 2011         | 2 – 0    | ФК Ботев (Гълъбово)     |
| ФК Хасково 2009            | 1 – 1    | ЦСКА (София)            |
| Черно море (Варна)         | 2 – 0    | ПФК Марек (Дупница)     |
| ПФК Пирин 2002 (Разлог)    | 1 – 4    | Славия 1913 (София)     |
| Монтана 1921 (Монтана)     | 1 – 0    | Ботев (Враца)           |
| Нефтохимик 1962 (Бургас)   | 0 – 3    | Ботев (Пловдив)         |
| Спартак (Варна)            | 2 – 3    | Литекс (Ловеч)          |
| Калиакра (Каварна)         | 0 – 3    | Локомотив (София)       |
| ФК Дунав (Русе)            | 1 – 2    | Лудогорец (Разград)     |
| Пирин (Гоце Делчев)        | 0 – 5    | Левски (София)          |
| ФК Витоша (Бистрица)       | 2 – 0    | Банско 1951 (Банско)    |
| Локомотив (Пловдив)        | 0 – 0    | Любимец 2007 (Любимец)  |
| Созопол                    | 1 – 1    | Академик (Свищов)       |
| ПФК Добруджа (Добрич)      | 1 – 0    | ФК Оборище (Панагюрище) |

Класирали се отбори за следващия кръг:
- Локомотив (София): 5 – 1
- Берое (Стара Загора): 8 – 2
- Славия (София): 8 – 1
- Черноморец (Бургас): 13 – 0
- Литекс (Ловеч): 8 – 3
- Ботев (Пловдив): 9 – 0
- ПОФК Раковски 2011: 2 – 1
- ФК Витоша (Бистрица): 3 – 1
- Монтана 1921 (Монтана): 1 – 1
- Лудогорец (Разград): 6 – 2
- Локомотив (Пловдив): 1 – 1
- ПФК Добруджа (Добрич): 3 – 2
- Черно море (Варна): 2 – 0
- Левски (София): 9 – 0
- ЦСКА (София): 7 – 3
- Созопол: 3 – 1

### Втори кръг (1/8 финали)
Регламент
В този кръг участват 16-те победителя от Втори кръг. 16-те отбора чрез пълен жребий се разпределят в 8 двойки. От сезон 2012/2013 победителите в този етап се излъчват в елиминации в две срещи. При равенство в общия резултат от двата мача, напред продължава отборът с повече отбелязани
голове на чужд терен. При равенство и по този показател, се играят две продължения по 15 минути, а при продължаващо равенство в общия резултат и отбелязаните голове на чужд терен и след края на продълженията се изпълняват дузпи. Редът на домакинството в двойките се определя с жребий. 8-те победителя продължават в следващия (трети – четвъртфинален) кръг.
Жребий: 16 октомври 2013 г.
Резултати от изиграните срещи във Втори кръг:
| Домакин                | Резултат | Гост                  |
| ---------------------- | -------- | --------------------- |
| Созопол                | 1 – 2    | Литекс (Ловеч)        |
| Локомотив (София)      | 1 – 2    | Славия (София)        |
| Черно море (Варна)     | 0 – 0    | Ботев (Пловдив)       |
| Локомотив (Пловдив)    | 5 – 0    | ФК Витоша (Бистрица)  |
| Монтана 1921 (Монтана) | 1 – 3    | Черноморец (Бургас)   |
| Лудогорец (Разград)    | 2 – 1    | Берое (Стара Загора)  |
| ПОФК Раковски 2011     | 1 – 1    | ПФК Добруджа (Добрич) |
| ЦСКА (София)           | 0 – 0    | Левски (София)        |

| Домакин               | Резултат          | Гост                   |
| --------------------- | ----------------- | ---------------------- |
| Славия (София)        | 0 – 2             | Локомотив (София)      |
| ФК Витоша (Бистрица)  | 1 – 0             | Локомотив (Пловдив)    |
| Ботев (Пловдив)       | 1 – 0             | Черно море (Варна)     |
| Черноморец (Бургас)   | 0 – 1             | Монтана 1921 (Монтана) |
| Берое (Стара Загора)  | 1 – 1             | Лудогорец (Разград)    |
| Литекс (Ловеч)        | 6 – 0             | Созопол                |
| ПФК Добруджа (Добрич) | 4 – 0             | ПОФК Раковски 2011     |
| Левски (София)        | 0 – 0 (7:6 дузпи) | ЦСКА (София)           |

Класирали се отбори за следващия кръг:
- Литекс (Ловеч): 8 – 1
- Локомотив (София): 3 – 2
- Локомотив (Пловдив): 5 – 1
- Ботев (Пловдив): 1 – 0
- Черноморец (Бургас): 7 – 0
- Левски (София): 0 – 0 (7:6 дузпи)
- Лудогорец (Разград): 3 – 2
- ПФК Добруджа (Добрич): 5 – 1

### Трети кръг (1/4 финали)
Регламент:
В този кръг участват 8-те победителя от Трети кръг. 8-те отбора чрез пълен жребий се разпределят в 4 двойки. От сезон 2012/2013 победителите в този етап се излъчват в елиминации в две срещи. При равенство в общия резултат от двата мача, напред продължава отборът с повече отбелязани
голове на чужд терен. При равенство и по този показател, се играят две продължения по 15 минути, а при продължаващо равенство в общия резултат и отбелязаните голове на чужд терен и след края на продълженията се изпълняват дузпи. Редът на домакинството в двойките се определя с жребий. 4-те победителя продължават в следващия (пети – полуфинален) кръг.
Жребий: 26 ноември 2013 г.
Резултати от изиграните срещи в Трети кръг:
| Домакин               | Резултат | Гост                |
| --------------------- | -------- | ------------------- |
| ПФК Добруджа (Добрич) | 0 – 3    | Локомотив (Пловдив) |
| Левски (София)        | 3 – 1    | Ботев (Пловдив)     |
| Локомотив (София)     | 1 – 0    | Черноморец (Бургас) |
| Литекс (Ловеч)        | 1 – 2    | Лудогорец (Разград) |

| Домакин             | Резултат | Гост                  |
| ------------------- | -------- | --------------------- |
| Ботев (Пловдив)     | 2 – 0    | Левски (София)        |
| Черноморец (Бургас) | 2 – 3    | Локомотив (София)     |
| Локомотив (Пловдив) | 2 – 0    | ПФК Добруджа (Добрич) |
| Лудогорец (Разград) | 2 – 1    | Литекс (Ловеч)        |

Полуфиналисти:
- Ботев (Пловдив): 3 – 3
- Локомотив (Пловдив): 5 – 0
- Локомотив (София): 4 – 2
- Лудогорец (Разград): 4 – 2

### Четвърти кръг (1/2 финали)
Регламент:
В този кръг участват 4-те победителя от Трети кръг. 4-те отбора чрез пълен жребий се разпределят в 2 двойки. От сезон 2012/2013 победителите в този етап се излъчват в елиминации в две срещи. При равенство в общия резултат от двата мача, напред продължава отборът с повече отбелязани
голове на чужд терен. При равенство и по този показател, се играят две продължения по 15 минути, а при продължаващо равенство в общия резултат и отбелязаните голове на чужд терен и след края на продълженията се изпълняват дузпи. Редът на домакинството в двойките се определя с жребий. 2-та победителя продължават във финалния кръг.
Мачовете ще се играят на 9 и 23 април 2014.
Жребий: 3 април 2014
Резултати от изиграните срещи в Пети кръг:
| Домакин             | Резултат | Гост                |
| ------------------- | -------- | ------------------- |
| Ботев (Пловдив)     | 3 – 1    | Локомотив (София)   |
| Лудогорец (Разград) | 2 – 0    | Локомотив (Пловдив) |

| Домакин             | Резултат | Гост                |
| ------------------- | -------- | ------------------- |
| Локомотив (София)   | 0 – 1    | Ботев (Пловдив)     |
| Локомотив (Пловдив) | 1 – 0    | Лудогорец (Разград) |

Финалисти:
- Ботев (Пловдив): 4 – 1
- Лудогорец (Разград): 2 – 1

### Пети кръг (финал)
Регламент
В този кръг участват двата победителя от Четвърти кръг. Символичен домакин на финала е отборът от първата изтеглена полуфинална двойка. Мястото на провеждане на финала се определя допълнително. Носителят на купата се излъчва в една среща. При равенство в редовното време се играят две продължения по 15 минути, а при ново равенство в края на продълженията се изпълняват дузпи.
Условия на срещата: (Бургас, Лазур, 15 май 2014, четвъртък, 19:15)
Резултат на срещата:
| Домакин         | Резултат | Гост                |
| --------------- | -------- | ------------------- |
| Ботев (Пловдив) | 0 – 1    | Лудогорец (Разград) |